# Eleftherios Petrounias
Eleftherios Petrounias (greacă Ελευθέριος Πετρούνιας; n. 30 noiembrie 1990, Atena, Grecia) este un gimnast grec specializat pe inele. La acest aparat a fost laureat cu aur la Campionatele europene de gimnastică individuală din 2015, la Jocurile Europene din 2015, la Campionatul Mondial de Gimnastică Artistică din 2015 și la Jocurile Olimpice de vară din 2016.

## Legături externe
- en  Prezentare[nefuncțională]
 la Federația internațională de gimnastică
- en Eleftherios Petrounias la Olympedia.org